# Don't Say That I Ain't Your Man - Essential Blues 1964-1969
Don't Say That I Ain't Your Man - Essential Blues 1964-1969 è un album-raccolta di Mike Bloomfield pubblicato nel 1994 dalla Columbia Records.
Nel 2006 fu ristampata anche su etichetta Legacy Records.

## Tracce
1. I've Got You in the Palm of My Hand (registrato il 7 dicembre 1964 a Chicago) – 2:29
2. Last Night (registrato il 7 dicembre 1964 a Chicago) – 3:25 (Little Walter)
3. I Feel so Good (registrato il 7 dicembre 1964 a Chicago) – 2:56 (Magic Sam)
4. Goin' Down Slow (registrato il 7 dicembre 1964 a Chicago) – 3:41 (Aretha Franklin, James Burke Oden)
5. I've Got My Mojo Working (feat. Paul Butterfield Blues Band) (registrato nel settembre 1965 a New York, versione album) – 2:41 (Muddy Waters)
6. Born in Chicago (feat. Paul Butterfield Blues Band) (registrato nel settembre 1965 a New York, versione album) – 3:10 (Nick Gravenites)
7. Work Song (feat. Paul Butterfield Blues Band) (registrato nell'agosto 1966, versione album) – 7:56 (Nat Adderley, Oscar Brown)
8. Killing Floor (feat. The Electric Band) (registrato nel gennaio 1968 a San Francisco, versione album) – 4:13 (Chester Burnett, Howlin' Wolf)
9. Albert Shuffle (feat. Al Kooper) (registrato nel maggio 1968, versione album) – 6:56 (Mike Bloomfield, Al Kooper)
10. Stop (feat. Al Kooper) (registrato nel maggio 1968, versione album) – 4:24 (Jerry Ragovoy, Mort Shuman)
11. Mary Ann (registrato nel settembre 1968 a San Francisco, versione live) – 5:27 (Ray Charles)
12. Don't Throw Your Love on Me so Strong (registrato nel settembre 1968 a San Francisco, versione live) – 11:05 (Albert King)
13. Don't Think About It Baby (registrato nel 1969 a San Francisco, versione album) – 3:35 (Mike Bloomfield)
14. It Takes Time (registrato nel gennaio 1969 a San Francisco, versione live) – 4:09 (Otis Rush)
15. Carmelita Skiffle (registrato nel gennaio 1969 a San Francisco, versione live) – 5:13 (Mike Bloomfield, Nick Gravenites, Booker T. Jones, Mark Naftalin)

## Musicisti
- Mike Bloomfield - voce, chitarra (brani 1, 2, 3 & 4)
- Mike Bloomfield - chitarra (brani 5 & 6)
- Mike Bloomfield - chitarra (brano 7)
- Mike Bloomfield - chitarra, voce (brano 8)
- Mike Bloomfield - chitarra (brani 9 & 10)
- Mike Bloomfield - chitarra, voce (brani 11 & 12)
- Mike Bloomfield - chitarra, pianoforte, voce (brano 13)
- Mike Bloomfield - chitarra, voce (brani 14 & 15)
- Michael Johnson - chitarra (brani 1, 2, 3 & 4)
- Brian Friedman - pianoforte (brani 1, 2, 3 & 4)
- Charlie Musselwhite - armonica (brani 1, 2, 3 & 4)
- Sid Warner - basso (brani 1, 2, 3 & 4)
- Norm Mayell - batteria (brani 1, 2, 3 & 4)
- Paul Butterfield - armonica (brani 5 & 6)
- Paul Butterfield - armonica (brano 7)
- Elvin Bishop - chitarra (brani 5 & 6)
- Elvin Bishop - chitarra (brano 7)
- Fred Olsen - chitarra (brano 13)
- Michael Melford - chitarra, mandolino, voce (brano 13)
- Orville Rhodes - pedal steel guitar (brano 13)
- Mark Naftalin - organo (brani 5 & 6)
- Mark Naftalin - organo (brano 7)
- Mark Naftalin - pianoforte (brani 13, 14 6 15)
- Barry Goldberg o Michael Fonfara - organo (brano 8)
- Barry Goldberg - pianoforte elettrico (brani 9 & 10)
- Roosevelt Gook - pianoforte (brani 11 & 12)
- Al Kooper - organo, ondioline, voce (brani 9 & 10)
- Al Kooper - organo, voce (brani 11 & 12)
- Ira Kamin - organo (brani 13, 14 & 15)
- Richard Santi - accordion (brano 13)
- Jerome Arnold - basso (brani 5 & 6)
- Jerome Arnold - basso (brano 7)
- Harvey Brooks - basso (brano 8)
- Harvey Brooks - basso (brani 9 & 10)
- John Kahn - basso (brani 11, 12 & 13)
- Sam Lay - batteria (brani 5 & 6)
- Billy Davenport - batteria (brano 7)
- Buddy Miles - batteria, voce (brano 8)
- Eddie Hoh - batteria (brani 9 & 10)
- Skip Prokop - batteria (brani 11 & 12)
- Bob Jones - batteria, voce (brani 13, 14 & 15)
- Reinol Andino - congas (brani 14 & 15)
- Sivuca - chitarra (brano 8)
- Marcus Doubleday - tromba (brani 8 & 13)
- John Wilmeth - tromba (brani 14 & 15)
- Peter Strazza - sassofono tenore (brano 8)
- Mark Teel - sassofono tenore (brano 13)
- Noel Jewkes - sassofono tenore (brani 14 & 15)
- Herbie Rich - sassofono baritono (brano 8)
- Gerald Oshita - sassofono baritono (brani 13, 14 & 15)
- Snooky Flowers - sassofono baritono (brani 14 & 15)
- Ron Stallings - sassofono alto (brano 13)
- Nick Gravenites - voce (brani 8, 13, 14 & 15)
- Richie Havens - sitar (brano 8)
- Paul Beaver - sintetizzatore moog (brano 8)
- Julius Held - archi (brano 8)
- Leo Daruczek - archi (brano 8)
- George Brown - archi (brano 8)
- Charles McCracken - archi (brano 8)
- "Aces of Cups" - voce (brano 13)
- Diane Tribuno - voce (brano 13)